# Teignmouth
Teignmouth (/ˈtɪnməθ/) es un pueblo en la orilla norte del estuario del río Teign, en el distrito de Teignbridge, Devon, Inglaterra. En 1690 fue el último lugar de Inglaterra en ser invadido por una potencia extranjera. El pueblo evolucionó de un puerto pesquero a un destino turístico de moda en los últimos siglos.

## En la cultura popular
Teignmouth es conocido internacionalmente gracias a la banda Muse; sus integrantes estudiaron y se conocieron en la "Teignmouth Community College".